# Thomisus litoris
Thomisus litoris là một loài nhện trong họ Thomisidae.
Loài này thuộc chi Thomisus. Thomisus litoris được Embrik Strand miêu tả năm 1913.